# Catalogo dei dipinti della Galleria Pallavicini
Segue un elenco esaustivo (ma comunque incompleto) dei dipinti della Galleria Pallavicini di Roma.

## Elenco
| Immagine | Titolo                                                                                       | Autore                                           | Datazione         | Dimensioni              | Tecnica e supporto         | Collocazione        | Note |
| -------- | -------------------------------------------------------------------------------------------- | ------------------------------------------------ | ----------------- | ----------------------- | -------------------------- | ------------------- | --- |
|          | Veduta di Roma con il Tevere al porto di Ripa Grande                                         | Gaspar van Wittel                                | 1685              | 26,7*47,2 cm            | tempera su pergamena       | Sala del Cavallo    | già in collezione Colonna, entrato nelle raccolte Pallavicini nel 1841 col gruppo Lante |
|          | Veduta di Roma con il ponte Rotto                                                            | Gaspar van Wittel                                | 1685              | 26,7*47,2 cm            | tempera su pergamena       | Sala del Cavallo    | già in collezione Colonna, entrato nelle raccolte Pallavicini nel 1841 col gruppo Lante |
|          | Paesaggio con san Girolamo                                                                   | Niccolò dell'Abate                               | 1540-1552         | 84,7*118 cm             | olio su tela               | Sala del Cavallo    | |
|          | Morte di Sofonisba                                                                           | Mattia Preti                                     | 1650              | 197*257 cm              | olio su tela               | Sala del Cavallo    | Probabilmente già in collezione Rospigliosi; entrato nelle raccolte Pallavicini nel 1708 |
|          | Fumatori di tabacco                                                                          | Michelangelo Cerquozzi                           | 1640-1660         |                         | olio su tela               | Sala del Cavallo    | |
|          | Giocatori d'azzardo                                                                          | Michelangelo Cerquozzi                           | 1640-1660         |                         | olio su tela               | Sala del Cavallo    | |
|          | Scena contadinesca con figure                                                                | Michelangelo Cerquozzi                           | 1640-1660         |                         | olio su tela               | Sala del Cavallo    | |
|          | Sosta presso rudere romano                                                                   | Michelangelo Cerquozzi                           | 1640-1660         |                         | olio su tela               | Sala del Cavallo    | |
|          | Veduta di Roma con il Campo Vaccino dal portico del convento dell'Aracoeli                   | Gaspar van Wittel                                | 1682-1703         |                         |                            | Sala del Cavallo    | |
|          | Veduta di Roma con il tempio di Saturno e la chiesa dei SS. Luca e Martina                   | Gaspar van Wittel                                | 1685-1690         |                         |                            | Sala del Cavallo    | |
|          | Veduta di Roma con il tempio di Castore e Polluce e il tempio di Antonino e Faustina         | Hendrik Frans Van Lint                           | 1720              |                         |                            | Sala del Cavallo    | |
|          | Veduta di Roma con la fontana dell'Acqua Felice                                              | Hendrik Frans Van Lint                           | 1720              |                         |                            | Sala del Cavallo    | |
|          | Paesaggio con il Colosseo, pastori e armenti                                                 | Herman Van Swanevelt                             | 1629-1641         |                         |                            | Sala del Cavallo    | |
|          | Cinque sensi                                                                                 | Carlo Cignani                                    | 1669-1679         |                         |                            | Sala del Cavallo    | |
|          | Circe trasforma in animali i compagni di Ulisse                                              | Viviano Codazzi e Giovanni Benedetto Castiglione | 1630-1659         |                         |                            | Sala del Putto      | |
|          | Corteo di Sileno                                                                             | Viviano Codazzi e Giovanni Benedetto Castiglione | 1630-1659         |                         |                            | Sala del Putto      | |
|          | Sacrificio a Pan                                                                             | Viviano Codazzi e Giovanni Benedetto Castiglione | 1630-1659         |                         |                            | Sala del Putto      | |
|          | Tempio di Pan                                                                                | Viviano Codazzi e Giovanni Benedetto Castiglione | 1630-1659         |                         |                            | Sala del Putto      | |
|          | Battaglia                                                                                    | Christian Reder                                  |                   |                         |                            | Sala del Putto      | già in collezione Rospigliosi |
|          | Battaglia                                                                                    | Christian Reder                                  |                   |                         |                            | Sala del Putto      | già in collezione Rospigliosi |
|          | Riposo durante la caccia                                                                     | Giovanni Reder                                   |                   |                         |                            | Sala del Putto      | già in collezione Rospigliosi |
|          | Gita in campagna                                                                             | Giovanni Reder                                   |                   |                         |                            | Sala del Putto      | già in collezione Rospigliosi |
|          | Ritratto di Ferdinando II de' Medici                                                         | Giusto Suttermans                                | 1650-1655         |                         |                            | Sala del Putto      | già in collezione Colonna, entrato nelle raccolte Pallavicini nel 1841 col gruppo Lante |
|          | Angelo con chiodi                                                                            | anonimo caravaggesco                             | 1615-1625         |                         |                            | Salotto Azzurro     | |
|          | Angelo con corona di spine                                                                   | anonimo caravaggesco                             | 1615-1625         |                         |                            | Salotto Azzurro     | |
|          | Angelo con croce                                                                             | anonimo caravaggesco                             | 1615-1625         |                         |                            | Salotto Azzurro     | |
|          | Angelo con flagello                                                                          | anonimo caravaggesco                             | 1615-1625         |                         |                            | Salotto Azzurro     | |
|          | Angelo con lancia e spugna                                                                   | anonimo caravaggesco                             | 1615-1625         |                         |                            | Salotto Azzurro     | |
|          | ngelo con velo della Veronica                                                                | anonimo caravaggesco                             | 1615-1625         |                         |                            | Salotto Azzurro     | |
|          | Ercole e Iole                                                                                | Giuseppe Belloni                                 | 1650-1699         |                         |                            | Salotto Azzurro     | |
|          | Ratto di Europa                                                                              | Giuseppe Belloni                                 | 1650-1699         |                         |                            | Salotto Azzurro     | |
|          | Sansone e Dalila                                                                             | Giuseppe Belloni                                 | 1650-1699         |                         |                            | Salotto Azzurro     | |
|          | Tancredi ed Erminia                                                                          | Giuseppe Belloni                                 | 1650-1699         |                         |                            | Salotto Azzurro     | |
|          | Distribuzione della minestra ai poveri con rovine                                            | Viviano Codazzi e Michelangelo Cerquozzi         | 1640-1660         |                         |                            | Salotto Azzurro     | |
|          | Fattoria con rovine e figure al tramonto                                                     | Viviano Codazzi e Michelangelo Cerquozzi         | 1640-1660         |                         |                            | Salotto Azzurro     | |
|          | Ritratto del cardinale Antonio Pallavicino                                                   | anonimo romano                                   | inizi XVII secolo |                         |                            | Salotto Azzurro     | replica del dipinto del 1530 oggi al Museo Puskin |
|          | Ritorno del figliol prodigo                                                                  | cerchia di Cesare e Francesco Fracanzano         | inizi XVII secolo |                         |                            | Salotto Azzurro     | entrò a far parte della collezione nel Settecento; comparve la prima volta nell'inventario del 1790 |
|          | Cristo                                                                                       | Peter Paul Rubens e bottega                      | 1610 ca.          | 106*75 cm               | olio su tavola             | Salotto Azzurro     | |
|          | San Pietro                                                                                   | Peter Paul Rubens e bottega                      | 1610 ca.          | 106*75 cm               | olio su tavola             | Salotto Azzurro     | |
|          | San Paolo                                                                                    | Peter Paul Rubens e bottega                      | 1610 ca.          | 106*75 cm               | olio su tavola             | Salotto Azzurro     | |
|          | San Matteo                                                                                   | Peter Paul Rubens e bottega                      | 1610 ca.          | 106*75 cm               | olio su tavola             | Salotto Azzurro     | |
|          | San Giacomo Maggiore                                                                         | Peter Paul Rubens e bottega                      | 1610 ca.          | 106*75 cm               | olio su tavola             | Salotto Azzurro     | |
|          | San Mattia                                                                                   | Peter Paul Rubens e bottega                      | 1610 ca.          | 106*75 cm               | olio su tavola             | Salotto Azzurro     | |
|          | Sant'Andrea                                                                                  | Peter Paul Rubens e bottega                      | 1610 ca.          | 106*75 cm               | olio su tavola             | Salotto Azzurro     | |
|          | San Filippo                                                                                  | Peter Paul Rubens e bottega                      | 1610 ca.          | 106*75 cm               | olio su tavola             | Salotto Azzurro     | |
|          | San Giacomo Minore                                                                           | Peter Paul Rubens e bottega                      | 1610 ca.          | 106*75 cm               | olio su tavola             | Salotto Azzurro     | |
|          | San Simone                                                                                   | Peter Paul Rubens e bottega                      | 1610 ca.          | 106*75 cm               | olio su tavola             | Salotto Azzurro     | |
|          | San Giovanni Evangelista                                                                     | Peter Paul Rubens e bottega                      | 1610 ca.          | 106*75 cm               | olio su tavola             | Salotto Azzurro     | |
|          | San Tommaso                                                                                  | Peter Paul Rubens e bottega                      | 1610 ca.          | 106*75 cm               | olio su tavola             | Salotto Azzurro     | |
|          | San Bartolomeo                                                                               | Peter Paul Rubens e bottega                      | 1610 ca.          | 106*75 cm               | olio su tavola             | Salotto Azzurro     | |
|          | Tempio di Venere                                                                             | Claude Lorrain                                   | 1672              | 143*194 cm              | olio su tela               | Salotto Azzurro     | già in collezione Colonna (di proprietà di Lorenzo Onofrio) poi già in collezione Rospigliosi |
|          | Genio con il corno dell'abbondanza                                                           | Nicolas Poussin                                  | primi anni romani |                         |                            | Salone Giallo       | |
|          | Autoritratto                                                                                 | Nicolas Poussin (copia da)                       |                   |                         |                            | Salone Giallo       | copia dell'Autoritratto del Louvre |
|          | Giudizio di Paride                                                                           | Luca Giordano                                    | 1684-1686         |                         |                            | Salone Giallo       | |
|          | Morte di Lucrezia                                                                            | Luca Giordano                                    | 1684-1686         |                         |                            | Salone Giallo       | |
|          | Strage degli innocenti                                                                       | Leonard Bramer                                   | 1616-1629         |                         | olio su pietra di paragone | Salone Giallo       | |
|          | Bacio di Giuda                                                                               | Leonard Bramer                                   | 1616-1629         |                         | olio su pietra di paragone | Salone Giallo       | |
|          | San Giovanni Battista predica nel deserto                                                    | Bartolomeo Schedoni                              | 1595-1605         |                         |                            | Salone Giallo       | |
|          | Madonna                                                                                      | Antonio Cavallucci                               | 1780-1795         |                         |                            | Sala della Cappella | |
|          | Cristo deposto sorretto da angeli                                                            | Francesco Trevisani                              | 1715-1724         |                         |                            | Sala della Cappella | |
|          | Sacra Famiglia                                                                               | L'Ortolano                                       | 1510-1520         |                         |                            | Sala della Cappella | già in collezione Rospigliosi |
|          | Ultima comunione di san Girolamo                                                             | Giovanni di Bartolomeo Cristiani                 | 1500              |                         |                            | Sala della Cappella | |
|          | Madonna con Bambino e san Carlo Borromeo                                                     | Simone Cantarini                                 | 1630-1648         |                         |                            | Sala della Cappella | già in collezione Colonna |
|          | Madonna con Bambino                                                                          | Giampietrino                                     | 1500-1549         |                         |                            | Sala della Cappella | |
|          | Trittico con Madonna con Bambino, sant'Anna, san Giovannino e due sante                      | anonimo fiammingo                                | XVI secolo        |                         |                            | Sala della Cappella | |
|          | Comunione degli apostoli                                                                     | Luca Giordano                                    | 1650-1660         | 47*63,5 cm              | olio su tela               | Sala della Cappella | già in collezione Colonna, entrato nelle raccolte Pallavicini nel 1841 col gruppo Lante |
|          | Cristo e l'adultera                                                                          | Luca Giordano e bottega                          | 1650-1660         | 47*63,5 cm              | olio su tela               | Sala della Cappella | già in collezione Colonna, entrato nelle raccolte Pallavicini nel 1841 col gruppo Lante |
|          | Cena in casa di Simone                                                                       | Leandro Bassano (attribuito a)                   | 1570 ca.          |                         |                            | Sala della Cappella | già in collezione Medici del Vascello |
|          | Martirio di san Bartolomeo                                                                   | Jusepe de Ribera                                 | 1615-1616         | 173 × 116 cm            | olio su tela               | Sala della Cappella | già in collezione Colonna, poi subentrò nelle raccolte Pallavicini con la dote di Margherita Colonna |
|          | Ritratto maschile                                                                            | Corneille de Lyon                                | XVI secolo        | 16,7*14,8 cm            | olio su tela               | Biblioteca          | |
|          | Derelitta                                                                                    | Botticelli o Filippino Lippi                     | 1480              | tempera su tavola       | 47×41,5 cm                 | Biblioteca          | già in collezione Rospigliosi per acquisto del principe Giuseppe nel 1816 dalla famiglia Amigoli di Firenze |
|          | Trasfigurazione di Cristo, san Girolamo e sant'Agostino                                      | Botticelli                                       | 1500 ca.          | tempera su tavola       | 28×36 cm                   | Salotto Rosso       | già in collezione Rospigliosi per acquisto del principe Giuseppe nel 1816 |
|          | Madonna con Bambino, san Giovannino e san Girolamo (?)                                       | Luca Signorelli                                  | 16482 ca.         |                         |                            | Salotto Rosso       | |
|          | Madonna con Bambino e due angeli                                                             | Zanobi Machiavelli                               | 1450-1455         | tempera su tavola       | 81*57 cm                   | Salotto Rosso       | |
|          | Morte di san Francesco d'Assisi                                                              | Pietro di Giovanni Lianori                       | 1420-1425         | tavola                  |                            | Salotto Rosso       | |
|          | Trionfo della Castità                                                                        | Lorenzo Lotto                                    | 1530 ca.          | olio su tela            | 73×114 cm                  | Salotto Rosso       | già in collezione Rospigliosi per acquisto del principe Giuseppe nel 1816 |
|          | San Nicola da Tolentino                                                                      | Defendente Ferrari                               | 1500-1540         |                         |                            | Salotto Rosso       | già in collezione Medici del Vascello |
|          | Due apostoli (x4)                                                                            | Defendente Ferrari                               | 1500-1540         |                         |                            | Salotto Rosso       | già in collezione Medici del Vascello |
|          | Ritratto di gentildonna come Poppea Sabina                                                   | scuola di Fontainbleau                           | XVI secolo        |                         |                            | Salotto Rosso       | |
|          | Ritratto di gentiluomo                                                                       | Jacob Ferdinand Voet                             | 1660-1689         |                         |                            | Salotto Rosso       | |
|          | Madonna con Bambino                                                                          | Federico Barocci                                 | 1567-1569         |                         |                            | Camera da letto     | già segnalato nella collezione di Maria Camilla Pallavicini nell'inventario del 1713 |
|          | Testa di donna (×4)                                                                          | Sebastiano Conca                                 | 1750 ca.          | olio su tela ovale      |                            | Camera da letto     | |
|          | Veduta di Roma con il Colosseo e l'arco di Costantino, Paesaggio con pastori                 | Gaspar van Wittel                                | 1715-1720         |                         |                            | Camera da letto     | |
|          | Veduta di Roma con il Colosseo                                                               | Gaspar van Wittel                                | 1680-1736         |                         |                            | Camera da letto     | |
|          | Paesaggio con pastore che suona il flauto                                                    | Claude Lorrain                                   | 1613              | olio su tela            | 50*39 cm                   | Camera da letto     | già in collezione Rospigliosi, commissionato da Giulio, futuro papa Clemente IX, poi venduto e riacquistato nell'Ottocento dal principe Giuseppe |
|          | Cavallerizza del Palazzo                                                                     | Giovanni Reder                                   | 1730 ca.          |                         |                            | Camera da letto     | già in collezione Rospigliosi |
|          | Cavallo nero con il suo stalliere                                                            | Giovanni Reder                                   | 1730 ca.          |                         |                            | Camera da letto     | già in collezione Rospigliosi |
|          | Madonna con Bambino, san Giovannino e angeli                                                 | Botticelli e bottega                             | 1490-1499         | tempera su tavola tonda | 111 cm diametro            | Salotto Verde       | probabilmente acquisto dei primi dell'Ottocento |
|          | Rissa                                                                                        | Diego Velazquez                                  | 1630 ca.          | olio su tavola          | 28,9×39,6 cm               | Salotto Verde       | già in collezione Colonna, poi in collezione Rospigliosi, poi in quella Pallavicini |
|          | Un mendicante                                                                                | Nunez Pedro de Villavicenvio                     |                   | olio su tela            | 162*105 cm                 | Salotto Verde       | non si sa quando l'opera è entrata in collezione in quanto non compare mai negli antichi inventari |
|          | Madonna col Bambino                                                                          | Antonello de Saliba                              |                   | olio su tavola          | 56*47 cm                   | Salotto Verde       | probabilmente entrato nelle raccolte Pallavicini nel 1841 col gruppo Lante, dov'era registrato come opera di Giovanni Bellini |
|          | Ritratto di Agostino Pallavicini (?)                                                         | Antoon van Dyck                                  | 1622-1627         | olio su tela            | 97*80 cm                   | Salotto Verde       | facente parte nel nucleo genovese del dipinto, registrato già nell'inventario di Lazzaro del 1679 come opera di van Dyck, Federico Zeri lo identificò in origine con Niccolò Pallavicini; il ritratto è una parte di una composizione più ampia, forse del Ritratto di Ansaldo Pallavicini (figlio di Agostino) al palazzo Spinola di Genova |
|          | Ritratto di nobildonna inglese                                                               | Antoon van Dyck                                  | 1637-1639         | olio su tela            | 115*93 cm                  | Salotto Verde       | firmato «Ant. Van Dyck Eques», sul retro è un'iscrizione ottocentesca in inglese che sancisce la provenienza del dipinto quale eredità di Lady Jane Goodwyn |
|          | Ritratto del procuratore Priamo da Lezze                                                     | Tintoretto                                       | 1556              | olio su tela            | 99*79 cm                   | Salotto Verde       | |
|          | Ritratto di Elena Fourment                                                                   | Peter Paul Rubens                                |                   | olio su tela            | 44*36 cm                   | Salotto Verde       | probabilmente acquistato ad Anversa da Niccolò Pallavicini |
|          | Natura morta con vaso di fiori                                                               | Christian Berentz                                | 1690-1699         |                         |                            | Sala da Pranzo      | |
|          | Natura morta con anfora di fiori, ortaggi e frutta                                           | Jan van Kessel il Vecchio                        | 1650-1670         | olio su rame            |                            | Sala da Pranzo      | |
|          | Natura morta con cesto di funghi, frutta e porcellino d'India                                | Jan van Kessel il Vecchio                        | 1650-1670         | olio su rame            |                            | Sala da Pranzo      | |
|          | Natura morta con ortaggi, frutta e selvaggina, Natura morta con pesci, ortaggi, cane e gatto | Jan van Kessel il Vecchio                        | 1650-1670         | olio su rame            |                            | Sala da Pranzo      | |
|          | Natura morta con piatto di frutta, tazza di fragole,                                         | Jan van Kessel il Vecchio                        | 1650-1670         | olio su rame            |                            | Sala da Pranzo      | |
|          | Natura morta con fiori e frammenti architettonici                                            | Karel van Vogelaer                               | 1675-1695         |                         |                            | Sala da Pranzo      | già in collezione Rospigliosi |
|          | Natura morta con vaso di fiori                                                               | Karel van Vogelaer                               | 1675-1695         |                         |                            | Sala da Pranzo      | già in collezione Rospigliosi |
|          | Sottobosco con fiori, farfalle e rettili                                                     | Otto Marseus van Schrieck                        | 1650-1670         |                         |                            | Sala da Pranzo      | |
|          | Sottobosco con fiori, funghi e insetti                                                       | Otto Marseus van Schrieck                        | 1650-1670         |                         |                            | Sala da Pranzo      | |
|          | Natura morta con interno di cucina                                                           | David Teniers il Giovane                         | 1650-1660         | ilio su tela            | 162*240 cm                 | Sala da Pranzo      | già in collezione Rospigliosi |
|          | Caccia all'anatra in un paesaggio                                                            | David Teniers il Giovane                         | 1660-1685         |                         |                            | Sala da Pranzo      | |
|          | Natura morta con selvaggina, strumenti per la caccia e falco in un paesaggio                 | David Teniers il Giovane                         | 1660-1685         |                         |                            | Sala da Pranzo      | |
|          | Natura morta con beccaccia                                                                   | Pietro Navarra                                   | 1690-1714         |                         |                            | Sala da Pranzo      | |
|          | Natura morta con cacciagione                                                                 | Pietro Navarra                                   | 1690-1714         |                         |                            | Sala da Pranzo      | già in collezione Rospigliosi |
|          | Natura morta con frutta, fiori e galline                                                     | Pietro Navarra                                   | 1690-1714         |                         |                            | Sala da Pranzo      | |
|          | Natura morta con frutta, fiori, tappeto e bicchieri                                          | Pietro Navarra                                   | 1690-1714         |                         |                            | Sala da Pranzo      | |
|          | Natura morta con frutta, fontana e pappagallo                                                | Pietro Navarra                                   | 1690-1714         |                         |                            | Sala da Pranzo      | |
|          | Natura morta con frutta, fontana e pavone                                                    | Pietro Navarra                                   | 1690-1714         |                         |                            | Sala da Pranzo      | |
|          | Natura morta con frutta, tappeto e cane maltese                                              | Pietro Navarra                                   | 1690-1714         |                         |                            | Sala da Pranzo      | |
|          | Natura morta con selvaggina                                                                  | Pietro Navarra                                   | 1690-1708         |                         |                            | Sala da Pranzo      | |
|          | Natura morta con uva, melagrane, tini e galline                                              | Pietro Navarra                                   | 1690-1714         |                         |                            | Sala da Pranzo      | |
|          | Vaso di fiori (×4)                                                                           | Mario de' Fiori                                  | 1640-1670         |                         |                            | Sala da Pranzo      | |
|          | Paesaggio da villa Madama (II versione)                                                      | Claude Lorrain                                   | 1637              |                         |                            | Sala da Pranzo      | già in collezione Rospigliosi |
|          | Paesaggio con Mercurio e Aglauro (già in collezione Rospigliosi)                             | Claude Lorrain                                   |                   |                         |                            | Sala da Pranzo      | |
|          | Paesaggio con Mercurio e Aglauro                                                             | Claude Lorrain                                   |                   | disegno                 |                            | Sala da Pranzo      | già in collezione Rospigliosi |
|          | Paesaggio costiero con Mercurio e Aglauro                                                    | Claude Lorrain                                   |                   | disegno                 |                            | Sala da Pranzo      | già in collezione Rospigliosi |
|          | Le stagioni danzano al suono del Tempo                                                       | Claude Lorrain                                   |                   | disegno                 |                            | Sala da Pranzo      | già in collezione Rospigliosi |
|          | Le Eliadi piangono sulla tomba di Fetonte                                                    | Claude Lorrain                                   |                   | disegno                 |                            | Sala da Pranzo      | già in collezione Rospigliosi |
|          | Cortile di palazzo con donne al bagno e vascello                                             | Viviano Codazzi                                  | 1625-1649         |                         |                            | Sala da Pranzo      | |
|          | Interno di palazzo con figure                                                                | Viviano Codazzi                                  | 1625-1649         |                         |                            | Sala da Pranzo      | |
|          | Interno di palazzo con fontane e figure                                                      | Viviano Codazzi                                  | 1625-1649         |                         |                            | Sala da Pranzo      | |
|          | Ingresso di villa con figure                                                                 | Viviano Codazzi/Michelangelo Cerquozzi           | 1625-1660         |                         |                            | Sala da Pranzo      | |
|          | Villa con portico e figure                                                                   | Viviano Codazzi/Michelangelo Cerquozzi           | 1625-1660         |                         |                            | Sala da Pranzo      | |
|          | Paesaggio con Belvedere Vaticano e figure                                                    | Jan Frans van Bloemen                            | 1741              |                         |                            | Sala da Pranzo      | |
|          | Paesaggio con castello e figure                                                              | Jan Frans van Bloemen                            | 1688-1749         |                         |                            | Sala da Pranzo      | |
|          | Paesaggio con figure                                                                         | Jan Frans van Bloemen                            | 1688-1749         |                         |                            | Sala da Pranzo      | già in collezione Rospigliosi |
|          | Paesaggio con fuga in Egitto                                                                 | Jan Frans van Bloemen                            | 1688-1749         |                         |                            | Sala da Pranzo      | |
|          | Paesaggio con il Colosseo e l'arco di Costantino                                             | Jan Frans van Bloemen                            | 1741              |                         |                            | Sala da Pranzo      | |
|          | Paesaggio con il tempio di Vesta a Tivoli                                                    | Jan Frans van Bloemen                            | 1688-1749         |                         |                            | Sala da Pranzo      | |
|          | Paesaggio con vaso e monumenti romani                                                        | Jan Frans van Bloemen                            | 1688-1749         |                         |                            | Sala da Pranzo      | |
|          | Paesaggio lacustre con figure, Paesaggio rupestre con figure                                 | Jan Frans van Bloemen                            | 1690-1699         |                         |                            | Sala da Pranzo      | |
|          | Caccia al cervo                                                                              | Antonio Tempesta                                 | 1580-1630         |                         |                            | Sala da Pranzo      | |
|          | Scena di battaglia                                                                           | Antonio Tempesta                                 | 1595-1605         |                         |                            | Sala da Pranzo      | |
|          | Scena di caccia al leone                                                                     | Antonio Tempesta                                 | 1600-1649         |                         |                            | Sala da Pranzo      | |
|          | Orfeo incanta gli animali                                                                    | Giovanni Benedetto Castiglione                   |                   |                         |                            | Sala da Pranzo      | |
|          | Sacrificio di Noè                                                                            | Giovanni Benedetto Castiglione                   |                   |                         |                            | Sala da Pranzo      | |
|          | Natura morta con tartaruga e quaglie                                                         | Paolo Porpora                                    |                   | olio su tela            | 99*74 cm                   | Sala da Pranzo      | |
|          | Ritratto di papa Clemente IX                                                                 | Baciccio                                         | 1667-1669         |                         |                            | Sala degli Antenati | |
|          | Ritratto del cardinale Giacomo Rospigliosi                                                   | Carlo Maratta                                    | 1668              | olio su tela            | 75*61 cm                   | Sala degli Antenati | |
|          | Ritratto di genliuomo                                                                        | Bartolomeo Passerotti                            |                   | olio su tela ovale      |                            | Sala degli Antenati | |
|          | Ritratto di Camilla Orsini Borghese                                                          | Marco Benefial                                   | 1713              |                         |                            | Sala degli Antenati | |
|          | Ritratto di Pietro Banchieri in veste di Pulcinella                                          | anonimo romano sec. XVII                         | 1667-1669         | olio su tela            | 136*117,7 cm               | Sala degli Antenati | già in collezione Rospigliosi |
|          | Ritratto di Maria Camilla Pallavicini                                                        | Benedetto Luti                                   | 1686-1724         |                         |                            | Sala degli Antenati | |
|          | Ritratto di cardinale                                                                        | David Loreti                                     | 1710-1760         |                         |                            | Sala degli Antenati | |
|          | Ritratto di gentildonna                                                                      | David Loreti                                     | 1710-1760         |                         |                            | Sala degli Antenati | |
|          | Ritratto di GIuseppe Rospigliosi                                                             | David Loreti                                     | 1710-1760         |                         |                            | Sala degli Antenati | già in collezione Rospigliosi |
|          | Ritratto di Luigi Rospigliosi Pallavicini                                                    | David Loreti                                     | 1710-1760         |                         |                            | Sala degli Antenati | già in collezione Rospigliosi |
|          | Ritratto di principessa Rospigliosi Pallavicini                                              | David Loreti                                     | 1710-1760         |                         |                            | Sala degli Antenati | |
|          | Ritratto di Lorenzo Onofrio Colonna                                                          | Jacob Ferdinand Voet                             | 1660-1689         |                         |                            | Sala degli Antenati | già in collezione Colonna |
|          | Natura morta con fiori, frutta e pavone                                                      | Franz Werner Tamm                                | 1685-1699         |                         |                            | Salone da Ballo     | |
|          | Natura morta con fiori, funghi e selvaggina                                                  | Franz Werner Tamm                                | 1685-1699         |                         |                            | Salone da Ballo     | |
|          | Ghirlanda di fiori con amorini (x2)                                                          | Carlo Maratta/Tamm Franz von Werner              | 1694              |                         |                            | Salone da Ballo     | |
|          | Pappagallo e garofani                                                                        | Karel van Vogelaer                               | 1675-1695         |                         |                            | Salone da Ballo     | |
|          | Pappagallo e rosa                                                                            | Karel van Vogelaer                               | 1675-1695         |                         |                            | Salone da Ballo     | |
|          | Natura morta con brocche, ortaggi, pollame e galline                                         | Giovanni Agostino Cassana                        | 1680-1720         |                         |                            | Quadreria           | |
|          | Natura morta con piatto di pere                                                              | Carlo Antonio Crespi                             | 1740-1760         |                         |                            | Quadreria           | |
|          | Natura morta con cesto d'uva, melagrane e fichi                                              | Juan de Zurbarán                                 | 1640-1649         |                         |                            | Quadreria           | |
|          | Natura morta con anemoni                                                                     | Zenone Varelli                                   | 1669              |                         |                            | Quadreria           | |
|          | Natura morta con vaso di fiori e spartito                                                    | Zenone Varelli                                   | 1669-1672         |                         |                            | Quadreria           | |
|          | Natura morta con vaso di fiori (×2)                                                          | Zenone Varelli                                   | 1669-1672         |                         |                            | Quadreria           | |
|          | Allegoria della Vanità                                                                       | Alessandro Varotari                              | 1610-1648         |                         |                            | Quadreria           | |
|          | Natura morta con cesto di uova, formaggi, mucca, pecora e animali da cortile                 | Antonio Maria Vassallo                           | 1640-1670         |                         |                            | Quadreria           | |
|          | Natura morta con vassoi di dolci, pollame e carne macellata                                  | Antonio Maria Vassallo                           | 1640-1670         |                         |                            | Quadreria           | |
|          | Natura morta con vaso di fiori (×2)                                                          | Giovanni Stanchi                                 | 1628-1699         |                         |                            | Quadreria           | |
|          | Natura morta con vaso e cesto di fiori                                                       | Giovanni Stanchi                                 | 1628-1679         |                         |                            | Quadreria           | |
|          | Natura morta con fiori e selvaggina                                                          | Giovanni Stanchi                                 | 1628-1699         |                         |                            | Quadreria           | |
|          | Natura morta con vaso di fiori, cedri e selvaggina                                           | Giovanni Stanchi                                 | 1628-1699         |                         |                            | Quadreria           | |
|          | Crocifissione di Cristo                                                                      | Vespasiano Strada                                | 1582-1622         |                         |                            | Quadreria           | |
|          | Guarigione del paralitico                                                                    | Pierre Subleyras                                 | 1728-1749         |                         |                            | Quadreria           | |
|          | Ratto di Europa                                                                              | Mattia Preti                                     | 1640 ca.          | olio su tela            | 85×74 cm                   | Quadreria           | già in collezione Colonna |
|          | Ratto di Ganimede                                                                            | Mattia Preti                                     | 1640 ca.          | olio su tela            | 85×74 cm                   | Quadreria           | già in collezione Colonna |
|          | Ratto di Proserpina                                                                          | Mattia Preti                                     | 1640 ca.          | olio su tela            | 85×74 cm                   | Quadreria           | già in collezione Colonna |
|          | Allegoria della Speranza                                                                     | Giacinto Gimignani                               |                   |                         |                            | Quadreria           | già in collezione Rospigliosi |
|          | Allegoria del dominio mediceo su Pistoia                                                     | Giacinto Gimignani                               |                   |                         |                            | Quadreria           | già in collezione Rospigliosi |
|          | Armida tenta di uccidere Rinaldo                                                             | Giacinto Gimignani                               | 1635-1640         |                         |                            | Quadreria           | |
|          | Gloria di san Clemente                                                                       | Giacinto Gimignani                               | 1630-1681         |                         |                            | Quadreria           | già in collezione Rospigliosi |
|          | Riposo nella fuga in Egitto                                                                  | Giacinto Gimignani                               | 1680-1681         |                         |                            | Quadreria           | |
|          | Venere allatta Cupido                                                                        | Giacinto Gimignani                               | 1640-1650         |                         |                            | Quadreria           | |
|          | Maddalena in meditazione                                                                     | Ludovico Gimignani                               |                   | 26,7×18,5 cm            | disegno                    | Quadreria           | già in collezione Rospigliosi |
|          | Miracolo di santa Maria Maddalena de' Pazzi                                                  | Ludovico Gimignani                               | 1660-1690         |                         |                            | Quadreria           | già in collezione Rospigliosi |
|          | Pietà                                                                                        | Ludovico Gimignani                               | 1660-1697         |                         |                            | Quadreria           | copia del dipinto di Annibale Carracci al Museo di Capodimonte a Napoli |
|          | Putto                                                                                        | Ludovico Gimignani                               | 1660-1697         |                         |                            | Quadreria           | |
|          | Putto                                                                                        | Ludovico Gimignani                               | 1660-1697         |                         |                            | Quadreria           | |
|          | Ragazzo con cane da caccia                                                                   | Ludovico Gimignani                               | 1660-1697         |                         |                            | Quadreria           | |
|          | Riposo nella fuga in Egitto                                                                  | Ludovico Gimignani                               | 1660-1697         |                         |                            | Quadreria           | |
|          | San Pietro d'Alcantara                                                                       | Ludovico Gimignani                               | 1667-1690         |                         |                            | Quadreria           | già in collezione Rospigliosi |
|          | Scena allegorica                                                                             | Ludovico Gimignani                               | 1663-1697         |                         |                            | Quadreria           | |
|          | Giuditta con la testa di Oloferne                                                            | Francesco Allegrini                              | 1610-1620         |                         |                            | Quadreria           | |
|          | Ritratto di Giovan Battista Rospigliosi                                                      | anonimo sec. XVIII                               |                   |                         |                            | Quadreria           | già in collezione Rospigliosi |
|          | Ermafrodito e Salmace                                                                        | Sisto Badalocchio                                | 1605-1620         |                         |                            | Quadreria           | |
|          | Incoronazione di Maria Vergine                                                               | Lazzaro Baldi                                    | 1650-1703         |                         |                            | Quadreria           | |
|          | Paradiso                                                                                     | Lazzaro Baldi                                    | 1650-1703         |                         |                            | Quadreria           | |
|          | Sacra Famiglia con san Giovannino                                                            | Jacopo Bassano                                   | 1560-1590         |                         |                            | Quadreria           | |
|          | Visitazione                                                                                  | Pompeo Batoni                                    | 1736-1740         |                         |                            | Quadreria           | già in collezione Rospigliosi |
|          | Martirio di san Sebastiano                                                                   | Giuseppe Belloni                                 | 1650-1699         |                         |                            | Quadreria           | |
|          | Salomone adora gli idoli                                                                     | Giovanni Bilivert                                | 1600-1644         |                         |                            | Quadreria           | |
|          | San Raffaele Arcangelo rifiuta i doni di Tobia                                               | Giovanni Bilivert                                | 1612-1644         |                         |                            | Quadreria           | |
|          | Festino                                                                                      | Andries Both                                     | 1635-1641         |                         |                            | Quadreria           | |
|          | Zingara che legge la mano                                                                    | Andries Both                                     | 1635-1641         |                         |                            | Quadreria           | |
|          | Cherubini                                                                                    | Giacinto Brandi                                  | 1665-1675         |                         |                            | Quadreria           | |
|          | Santa Maria Maddalena ai piedi della croce                                                   | Giacinto Brandi                                  | 1640-1691         |                         |                            | Quadreria           | |
|          | Santa Maria Maddalena                                                                        | Giacinto Brandi                                  | 1670-1691         |                         |                            | Quadreria           | |
|          | Veduta di Roma con l'interno del Colosseo (?)                                                | Bartholomeus Breenbergh                          | 1618-1657         |                         |                            | Quadreria           | |
|          | Santa Cecilia                                                                                | Denijs Calvaert                                  | 1560-1599         |                         |                            | Quadreria           | |
|          | San Luca che dipinge la Madonna                                                              | Andrea Camassei                                  | 1620-1649         |                         |                            | Quadreria           | già in collezione Rospigliosi |
|          | Adorazione del Bambino                                                                       | Andrea Camassei                                  |                   |                         |                            | Quadreria           | già in collezione Rospigliosi |
|          | Madonna con Bambino e san Francesco d'Assisi                                                 | Simone Cantarini                                 | 1630-1648         |                         |                            | Quadreria           | |
|          | Ritratto femminile                                                                           | Simone Cantarini                                 | 1630-1648         |                         |                            | Quadreria           | |
|          | Sacra Famiglia con sant'Anna                                                                 | Simone Cantarini                                 | 1630-1648         |                         |                            | Quadreria           | |
|          | San Filippo Neri e due angeli                                                                | Simone Cantarini                                 | 1630-1648         |                         |                            | Quadreria           | |
|          | Pietà                                                                                        | Domenico Maria Canuti                            | 1640-1684         |                         |                            | Quadreria           | |
|          | Giuditta con la testa di Oloferne                                                            | Angelo Caroselli                                 | 1600-1652         |                         |                            | Quadreria           | |
|          | Santa Marta rimprovera santa Maria Maddalena per la sua vanità                               | Angelo Caroselli                                 | 1600-1652         |                         |                            | Quadreria           | |
|          | Incoronazione di spine                                                                       | Annibale Carracci                                | 1620-1630         |                         |                            | Quadreria           | |
|          | Ritratto femminile                                                                           | Annibale Carracci                                | 1585-1590         |                         |                            | Quadreria           | |
|          | San Francesco d'Assisi riceve le stimmate                                                    | Annibale Carracci                                | 1590-1610         |                         |                            | Quadreria           | |
|          | Cristo ridona la vista al cieco nato                                                         | Ludovico Carracci                                | 1603-1604         |                         |                            | Quadreria           | |
|          | San Pietro                                                                                   | Ludovico Carracci                                | 1610-1615         |                         |                            | Quadreria           | |
|          | Sansone distrugge il tempio                                                                  | Ludovico Carracci o Francesco Brizio             | 1615-1619         |                         |                            | Quadreria           | già in collezione Ludovisi |
|          | Apollo e Dafne                                                                               | Bernardo Castello                                | 1600-1610         |                         |                            | Quadreria           | |
|          | Narciso alla fonte                                                                           | Bernardo Castello                                | 1600-1610         |                         |                            | Quadreria           | |
|          | Adorazione dei pastori                                                                       | Valerio Castello                                 | 1640-1659         |                         |                            | Quadreria           | |
|          | Sottobosco con fiori, gatto, serpente e conigli                                              | Paolo Cattamara                                  | 1630-1668         |                         |                            | Quadreria           | |
|          | Sottobosco con fiori, volpe, tartaruga e quaglie                                             | Paolo Cattamara                                  | 1630-1668         |                         |                            | Quadreria           | |
|          | Ercole al bivio                                                                              | Michelangelo Cerquozzi                           | 1640-1660         |                         |                            | Quadreria           | |
|          | Erminia e i pastori                                                                          | Michelangelo Cerquozzi                           | 1640-1660         |                         |                            | Quadreria           | |
|          | Erminia e i pastori                                                                          | Michelangelo Cerquozzi                           | 1645-1655         |                         |                            | Quadreria           | |
|          | Studio del pittore                                                                           | Michelangelo Cerquozzi                           | 1640-1660         |                         |                            | Quadreria           | |
|          | Arco di trionfo, Colosseo e figure                                                           | Michelangelo Cerquozzi/Alessandro Salucci        | 1650-1660         |                         |                            | Quadreria           | |
|          | Marina con porto, rotonda, edifici e figure                                                  | Michelangelo Cerquozzi/Alessandro Salucci        | 1650-1660         |                         |                            | Quadreria           | |
|          | Ecce Homo                                                                                    | Gian Domenico Cerrini                            | 1665-1670         |                         |                            | Quadreria           | già in collezione Rospigliosi |
|          | San Pietro liberato dal carcere                                                              | Giovanni Domenico Cerrini                        | 1670-1675         |                         |                            | Quadreria           | |
|          | San Francesco di Paola resuscita i muratori travolti dal crollo di un edificio               | Giuseppe Bartolomeo Chiari                       | 1725-1727         |                         |                            | Quadreria           | |
|          | Paesaggio fluviale con pescatori                                                             | Antonio Cioci                                    | 1758-1792         |                         |                            | Quadreria           | |
|          | Ercole e Onfale                                                                              | Antonio Circignani                               | 1610-1620         |                         |                            | Quadreria           | |
|          | Ingresso di villa con rovine e figure                                                        | Viviano Codazzi/Perrier François                 | 1625-1665         |                         |                            | Quadreria           | |
|          | Sant'Agostino                                                                                | Sebastiano Conca                                 | 1740              |                         |                            | Quadreria           | |
|          | Aurora che rapisce Cefalo                                                                    | Pietro da Cortona                                |                   | disegno                 |                            | Quadreria           | |
|          | Guerriero che trafigge un barbaro                                                            | Pietro da Cortona                                |                   | disegno                 |                            | Quadreria           | |
|          | Riposo durante la fuga in Egitto con allegoria della Passione                                | Pietro da Cortona                                | 1630-1640         | olio su tela            |                            | Quadreria           | |
|          | Combattimento tra cavalieri (×3)                                                             | Jacques Courtois                                 | 1650-1690         |                         |                            | Quadreria           | |
|          | Scena di battaglia                                                                           | Jacques Courtois                                 | 1670-1676         |                         |                            | Quadreria           | |
|          | Ritratto maschile                                                                            | Iacopino del Conte                               | 1535-1550         |                         |                            | Quadreria           | |
|          | Allegoria della Poesia                                                                       | Carlo Dolci                                      | 1650-1699         |                         |                            | Quadreria           | |
|          | Madonna addolorata                                                                           | Carlo Dolci                                      | 1650-1699         |                         |                            | Quadreria           | |
|          | Peccato originale                                                                            | Domenichino                                      | 1621-1623         |                         |                            | Quadreria           | già in collezione Ludovisi |
|          | Ritratto del principe Mario Chigi                                                            | Domenico Duprà                                   | 1710-1770         |                         |                            | Quadreria           | |
|          | Soldati che giocano a dadi                                                                   | Adam Elsheimer                                   | 1620-1640         |                         |                            | Quadreria           | |
|          | Salita di Cristo al monte Calvario                                                           | Ferraù Fenzoni                                   | 1599-1605         |                         |                            | Quadreria           | |
|          | Cristo benedicente e san Bartolomeo                                                          | Defendente Ferrari                               | 1500-1540         |                         |                            | Quadreria           | |
|          | Cristo in pietà e simboli della Passione                                                     | Defendente Ferrari                               | 1500-1540         |                         |                            | Quadreria           | |
|          | Salita di Cristo al monte Calvario                                                           | Pier Francesco Foschi                            | 1525-1567         |                         |                            | Quadreria           | |
|          | David con la testa di Golia                                                                  | Baldassarre Franceschini                         | 1630-1690         |                         |                            | Quadreria           | |
|          | Santa Maria Maddalena penitente                                                              | Marcantonio Franceschini                         | 1670-1729         |                         |                            | Quadreria           | |
|          | Cherubini                                                                                    | Giovanni Antonio Galli                           | 1620-1652         |                         |                            | Quadreria           | |
|          | Scena di battaglia                                                                           | Marzio Ganassini                                 | 1600-1620         |                         |                            | Quadreria           | |
|          | Presentazione di Gesù al Tempio                                                              | Gandolfino d'Asti                                | 1493-1518         |                         |                            | Quadreria           | |
|          | Fucina di vetrai                                                                             | Lorenzo Garbieri                                 | 1600-1654         |                         |                            | Quadreria           | |
|          | Cupido estrae una spina dal piede di una ninfa                                               | Luigi Garzi                                      | 1700-1710         |                         |                            | Quadreria           | |
|          | Venere consegna la freccia a Cupido                                                          | Luigi Garzi                                      | 1700-1710         |                         |                            | Quadreria           | |
|          | Diana e Atteone                                                                              | Camillo Gavasetti                                | 1615-1630         |                         |                            | Quadreria           | |
|          | Conversione di San Paolo                                                                     | Luca Giordano                                    | 1680-1685         |                         |                            | Quadreria           | già in collezione Rospigliosi |
|          | Giuliano l'Apostata                                                                          | Luca Giordano                                    | 1685-1686         |                         |                            | Quadreria           | già in collezione Rospigliosi |
|          | Busto di vecchio in armatura                                                                 | Francesco Giovane                                | 1630-1669         |                         |                            | Quadreria           | |
|          | Adorazione dei pastori                                                                       | Giovanni da Asola                                | 1500-1531         |                         |                            | Quadreria           | |
|          | Sosta di soldati                                                                             | Anton Goubau                                     | 1635-1698         |                         |                            | Quadreria           | |
|          | Giaele                                                                                       | Antiveduto Gramatica                             | 1620-1626         |                         |                            | Quadreria           | |
|          | Scena di battaglia (×2)                                                                      | Francesco Graziani                               | 1650-1699         |                         |                            | Quadreria           | |
|          | Madonna con Bambino e san Giovannino                                                         | Guercino                                         | 1620-1670         |                         |                            | Quadreria           | |
|          | Allegoria della Virilità che vince l'Inganno, la Bugia, la Maldicenza e l'Invidia            | Giovanni Francesco Guerrieri                     | 1611-1657         |                         |                            | Quadreria           | |
|          | Veduta di Venezia con il Molo dal bacino di S. Marco                                         | Joseph Heintz il Giovane                         | 1623-1644         |                         |                            | Quadreria           | |
|          | Veduta di Venezia con regata sul Canal Grande                                                | Joseph Heintz il Giovane                         | 1623-1644         |                         |                            | Quadreria           | |
|          | Paesaggio con viandanti                                                                      | Jacob de Heusch                                  | 1675-1701         |                         |                            | Quadreria           | |
|          | Paesaggio (×6)                                                                               | Jacob de Heusch                                  | 1675-1701         |                         |                            | Quadreria           | |
|          | Cena in Emmaus                                                                               | Keil Bernhard                                    | 1650-1687         |                         |                            | Quadreria           | |
|          | Figura maschile con fiore                                                                    | Keil Bernhard                                    | 1650-1687         |                         |                            | Quadreria           | |
|          | Autoritratto                                                                                 | Pieter van Laer                                  | 1625-1630         |                         |                            | Quadreria           | |
|          | Alfeo e Aretusa                                                                              | Filippo Lauri                                    | 1670-1694         |                         |                            | Quadreria           | |
|          | Glauco e Scilla                                                                              | Filippo Lauri                                    | 1670-1694         |                         |                            | Quadreria           | |
|          | Madonna assunta                                                                              | Filippo Lauri                                    | 1665-1670         |                         |                            | Quadreria           | |
|          | Martirio di san Pietro Martire                                                               | Filippo Lauri                                    | 1643-1694         |                         |                            | Quadreria           | |
|          | Paesaggio con borgo e armenti                                                                | Hendrik Frans Van Lint                           | 1724              |                         |                            | Quadreria           | |
|          | Paesaggio con città e castello                                                               | Hendrik Frans Van Lint                           | 1724              |                         |                            | Quadreria           | |
|          | Paesaggio con fattoria e contadini                                                           | Hendrik Frans Van Lint                           | 1724              |                         |                            | Quadreria           | |
|          | Paesaggio con fattoria sul lago                                                              | Hendrik Frans Van Lint                           | 1724              |                         |                            | Quadreria           | |
|          | Paesaggio nordico                                                                            | Hendrik Frans Van Lint                           | 1741              |                         |                            | Quadreria           | |
|          | Veduta della campagna romana con il castello di Torrenova                                    | Hendrik Frans Van Lint                           | 1741              |                         |                            | Quadreria           | |
|          | Mardocheo piange di fronte all'ingresso del palazzo reale                                    | Filippino Lippi                                  | 1475-1480         |                         |                            | Quadreria           | |
|          | Ritratto di uomo anziano con barba                                                           | Johann Carl Loth                                 | 1655-1698         |                         |                            | Quadreria           | |
|          | Cinque sensi                                                                                 | Maestro degli Angeli Pallavicini                 | 1600-1624         |                         |                            | Quadreria           | |
|          | San Giovanni Evangelista                                                                     | Bartolomeo Manfredi                              | 1615              |                         |                            | Quadreria           | replica del dipinto ai Musei capitolini di Roma |
|          | Madonna della Neve                                                                           | Carlo Maratta                                    | 1660-1725         |                         |                            | Quadreria           | già in collezione Rospigliosi |
|          | Ritratto del cardinale Giacomo Rospigliosi                                                   | Carlo Maratta                                    | 1668              |                         |                            | Quadreria           | |
|          | Compianto sul Cristo morto                                                                   | Lucio Massari                                    | 1620-1625         |                         |                            | Quadreria           | |
|          | Lot e le figlie                                                                              | Lucio Massari                                    | 1610-1615         |                         |                            | Quadreria           | |
|          | Madonna con Bambino tra due santi Domenicani                                                 | Lucio Massari                                    | 1595-1605         |                         |                            | Quadreria           | |
|          | Rinaldo e Armida                                                                             | Lucio Massari                                    | 1609-1612         |                         |                            | Quadreria           | già in collezione Ludovisi |
|          | Trionfo di David                                                                             | Lucio Massari                                    | 1609-1612         |                         |                            | Quadreria           | già in collezione Ludovisi |
|          | Ritratto di Antonio Banchieri                                                                | Agostino Masucci                                 |                   |                         |                            | Quadreria           | |
|          | Abramo e i tre angeli                                                                        | Paolo De Matteis                                 | 1680-1728         |                         |                            | Quadreria           | |
|          | Lot e le figlie                                                                              | Paolo De Matteis                                 | 1680-1728         |                         |                            | Quadreria           | |
|          | Cortile di osteria                                                                           | Jan Miel                                         | 1620-1663         |                         |                            | Quadreria           | |
|          | Giacobbe e la sua famiglia si recano in Egitto (?)                                           | Jan Miel                                         | 1655-1663         |                         |                            | Quadreria           | |
|          | Ritratto di papa Urbano VIII                                                                 | Jan Miel                                         | 1641-1643         |                         |                            | Quadreria           | |
|          | Estasi di santa Maria Maddalena                                                              | Pier Francesco Mola                              | 1630-1648         |                         |                            | Quadreria           | |
|          | Ritratto di vecchia                                                                          | Pier Francesco Mola                              | 1660-1666         |                         |                            | Quadreria           | |
|          | San Giovanni Battista                                                                        | Pier Francesco Mola                              | 1660-1666         |                         |                            | Quadreria           | |
|          | Sacra Famiglia con angeli                                                                    | Jean Baptiste Mole                               | 1636-1661         |                         |                            | Quadreria           | |
|          | Marina con pescatori e barche                                                                | Pietro Montanini                                 | 1658-1660         |                         |                            | Quadreria           | |
|          | Marina con veliero che carica mercanzia                                                      | Pietro Montanini                                 | 1658-1660         |                         |                            | Quadreria           | |
|          | Riposo nella fuga in Egitto                                                                  | Giovanni Maria Morandi                           | 1665-1673         |                         |                            | Quadreria           | |
|          | San Pietro Martire                                                                           | Girolamo Muziano                                 |                   |                         |                            | Quadreria           | già in collezione Rospigliosi |
|          | Allodole                                                                                     | Pietro Navarra                                   | 1690-1714         |                         |                            | Quadreria           | |
|          | Quaglia                                                                                      | Pietro Navarra                                   | 1690-1708         |                         |                            | Quadreria           | |
|          | Cristo morto sorretto da due angeli                                                          | Jacopo Palma il Giovane                          | 1570-1628         |                         |                            | Quadreria           | |
|          | Peccato originale                                                                            | Jacopo Palma il Giovane                          | 1600-1628         |                         |                            | Quadreria           | |
|          | Ritratto di Nicolò Maria Rospigliosi Pallavicini                                             | Pietro Nelli                                     |                   |                         |                            | Quadreria           | già in collezione Rospigliosi |
|          | Pietà e angeli                                                                               | Gregorio Pagani                                  | 1580-1605         |                         |                            | Quadreria           | |
|          | Disputa di Gesù con i dottori del Tempio                                                     | Giovanni Paolo Panini                            | 1730-1765         |                         |                            | Quadreria           | |
|          | San Giovannino                                                                               | Parmigianino                                     |                   |                         |                            | Quadreria           | già in collezione Rospigliosi |
|          | Cristo crocifisso                                                                            | Guido Reni                                       | 1638-1640         |                         |                            | Quadreria           | |
|          | David                                                                                        | Guido Reni                                       | 1620-1699         |                         |                            | Quadreria           | |
|          | Perseo libera Andromeda                                                                      | Guido Reni                                       | 1630-1639         |                         |                            | Quadreria           | |
|          | San Marco Evangelista                                                                        | Guido Reni                                       | 1600-1699         |                         |                            | Quadreria           | replica del dipinto al palazzo Rosso di Genova |
|          | Crocifissione di san Pietro                                                                  | Michele Rocca                                    | 1695-1751         |                         |                            | Quadreria           | |
|          | Moltiplicazione dei pani e dei pesci                                                         | Michele Rocca                                    | 1695-1751         |                         |                            | Quadreria           | |
|          | Cleopatra                                                                                    | Giovanni Francesco Romanelli                     | 1630-1662         |                         |                            | Quadreria           | |
|          | Musa                                                                                         | Giovanni Francesco Romanelli                     | 1630-1662         |                         |                            | Quadreria           | |
|          | Pie donne al sepolcro                                                                        | Giovanni Francesco Romanelli                     | 1645-1650         |                         |                            | Quadreria           | |
|          | Polifemo e Galatea                                                                           | Giovanni Francesco Romanelli                     | 1630-1635         |                         |                            | Quadreria           | |
|          | San Giovanni Battista nel deserto                                                            | Cristoforo Roncalli                              | 1605-1610         |                         |                            | Quadreria           | |
|          | Paesaggio con edificio in rovina, pastori e armenti                                          | Johann Melchior Roos                             | 1680-1731         |                         |                            | Quadreria           | |
|          | Sacra Famiglia con san Giovannino, santa Elisabetta e san Zaccaria                           | Mariano Rossi                                    | 1750-1807         |                         |                            | Quadreria           | |
|          | Maestra di scuola                                                                            | Pasquale Rossi                                   | 1650-1725         |                         |                            | Quadreria           | |
|          | Testa d'uomo                                                                                 | Pasquale Rossi                                   | 1675-1699         |                         |                            | Quadreria           | |
|          | Apostolo                                                                                     | Andrea Sacchi                                    | 1635-1640         |                         |                            | Quadreria           | |
|          | Madonna addolorata                                                                           | Sassoferrato                                     | 1630-1685         |                         |                            | Quadreria           | |
|          | Madonna con Bambino, sant'Anna e un angelo                                                   | Carlo Saraceni                                   | 1610-1650         |                         |                            | Quadreria           | |
|          | Autoritratto                                                                                 | Lucrezia Scarfaglia                              | 1678              |                         |                            | Quadreria           | |
|          | Assunzione di Enoch                                                                          | Ippolito Scarsella                               | 1570-1620         |                         |                            | Quadreria           | |
|          | Giuseppe venduto dai fratelli                                                                | Ippolito Scarsella                               | 1570-1620         |                         |                            | Quadreria           | |
|          | Putti abbracciati                                                                            | Bartolomeo Schedoni                              | 1595-1605         |                         |                            | Quadreria           | |
|          | Sacra Famiglia con san Giovannino                                                            | Bartolomeo Schedoni                              | 1600-1649         |                         |                            | Quadreria           | |
|          | Marina con bagnanti                                                                          | Johann Heinrich Schönfeld                        | 1630-1682         |                         |                            | Quadreria           | |
|          | Tempio di Diana                                                                              | Johann Heinrich Schönfeld                        | 1630-1682         |                         |                            | Quadreria           | |
|          | Ritorno di Abramo e Lot a Canaan                                                             | Sinibaldo Scorza                                 | 1605-1631         |                         |                            | Quadreria           | |
|          | Sacrificio di Noè                                                                            | Sinibaldo Scorza                                 | 1605-1631         |                         |                            | Quadreria           | |
|          | Sant'Ignazio di Loyola                                                                       | Francesco Solimena                               | 1725-1730         |                         |                            | Quadreria           | |
|          | Lot e le figlie                                                                              | Giovanni Battista Speranza                       | 1620-1640         |                         |                            | Quadreria           | |
|          | Paesaggio marino                                                                             | Agostino Tassi                                   | 1615-1630         |                         |                            | Quadreria           | |
|          | Palazzi in riva al mare                                                                      | Agostino Tassi                                   | 1600-1644         |                         |                            | Quadreria           | |
|          | Sansone e Dalila                                                                             | Alessandro Tiarini                               | 1640-1650         |                         |                            | Quadreria           | |
|          | Cena in Emmaus                                                                               | Giovan Battista Tinti                            | 1580-1590         |                         |                            | Quadreria           | |
|          | Ritratto del procuratore Priamo Lechi                                                        | Tintoretto                                       | 1580-1594         |                         |                            | Quadreria           | |
|          | San Giacomo Maggiore                                                                         | Benvenuto Tisi                                   | 1520-1530         |                         |                            | Quadreria           | |
|          | Madonna con Bambino                                                                          | Flaminio Torri                                   | 1640-1661         |                         |                            | Quadreria           | |
|          | Madonna                                                                                      | Flaminio Torri                                   | 1640-1661         |                         |                            | Quadreria           | |
|          | Riposo nella fuga in Egitto                                                                  | Flaminio Torri                                   | 1640-1661         |                         |                            | Quadreria           | |
|          | San Francesco d'Assisi in preghiera                                                          | Flaminio Torri                                   | 1640-1661         |                         |                            | Quadreria           | |
|          | San Girolamo penitente nel deserto                                                           | Flaminio Torri                                   | 1640-1661         |                         |                            | Quadreria           | |
|          | Sibilla                                                                                      | Flaminio Torri                                   | 1640-1661         |                         |                            | Quadreria           | |
|          | San Giacomo Maggiore                                                                         | Alessandro Turchi                                | 1640-1649         |                         |                            | Quadreria           | |
|          | Veduta della campagna romana con la tomba di Cecilia Metella                                 | Herman van Swanevelt                             | 1629-1641         |                         |                            | Quadreria           | |
|          | Ritratto di Giovan Battista Rospigliosi Pallavicini                                          | Jacob Ferdinand Voet                             | 1660-1689         |                         |                            | Quadreria           | |
|          | Ritratto di Tommaso Rospigliosi, castellano di Castel Sant'Angelo                            | Jacob Ferdinand Voet                             | 1660-1689         |                         |                            | Quadreria           | |
|          | Ritratto di Vincenzo Bali di Malta                                                           | Jacob Ferdinand Voet                             |                   |                         |                            | Quadreria           | |
|          | Paesaggio con borgo e figure, Paesaggio con castello                                         | Gaspar van Wittel                                | 1715-1720         |                         |                            | Quadreria           | |
|          | Paesaggio marino, Paesaggio marino con castello                                              | Gaspar van Wittel                                | 1712              |                         |                            | Quadreria           | |